# József Sándor
József Sándor (18 ottobre 1900 – 4 luglio 1948) è stato un calciatore ungherese, di ruolo centrocampista.

## Carriera
Centrocampista diligente ed affidabile, negli anni '20 giocò per il Kispest e per il Ferencvaros. Con quest'ultima squadra vinse 3 campionati ungheresi (1925–1926, 1926–1927, 1927–1928) e 2 Coppe d'Ungheria (1927, 1928).
Nella stagione 1925-1926 fu spesso impiegato in posizione più avanzata, per far fronte alle assenze per infortunio di diversi attaccanti, e finì per essere il capocannoniere della squadra.
Conta inoltre 3 presenze con la Nazionale ungherese.
Nel 1937 andò a sostituire l'ammalato Sándor Bródy sulla panchina del Ferencvaros, portando a termine la stagione con un secondo posto in campionato.

## Palmarès

### Giocatore

#### Competizioni nazionali
- Campionato ungherese: 3

Ferencvaros: 1925-1926, 1926-1927, 1927-1928
- Coppa d'Ungheria: 2

Ferencvaros: 1926-197, 1927-1928